# Региональный регбийный чемпионат
Региональный регбийный чемпионат (англ. Regional Rugby Championship) — ежегодный турнир по регби-15, проводимый среди команд Хорватии, Словении и Боснии и Герцеговины. В чемпионате выступают 6 клубов, которые разыгрывают титул в однокруговом турнире.
Наиболее титулованный клуб-участник — «Нада» (Сплит), обладатель девяти титулов (после сезона 2018/2019).

## Участники
Сезон 2022
- «Синь», Синь
- ЗРС, Загреб
- «Любляна», Любляна
- «Нада», Сплит

### Бывшие участники
В чемпионате в разные годы так же принимали участие команды из Австрии, Болгарии, Венгрии, Греции, Сербии и Черногории.
- «Арсенал», Тиват
- «Афины», Афины
- «Баттайские бульдоги», Сазхаломбатта
- «Бежиград», Любляна
- «Валяците», Перник
- «Далмация», Синь
- «Донау», Вена
- «Дорчол», Белград
- «Загреб», Загреб
- КАРК, Кечкемет
- КБРК, Белград
- «Макарска ривьера», Макарска
- «Младост», Загреб
- «Олимпия», Любляна
- «Партизан», Белград
- «Рад» («Победник»), Белград
- «Рудар», Зеница
- «Црвена Звезда», Белград
- «Челик», Зеница
- «Эстергомские рыцари», Эстергом

## Победители
| Сезон     | Команд | Победитель                      |
| --------- | ------ | ------------------------------- |
| 2007/2008 | 11     | «Нада» (Сплит)                  |
| 2008/2009 | 13     | «Нада» (Сплит)                  |
| 2009/2010 | 12     | «Нада» (Сплит)                  |
| 2010/2011 | 10     | «Нада» (Сплит)                  |
| 2011/2012 | 15     | «Нада» (Сплит)                  |
| 2012/2013 | 10     | «Нада» (Сплит)                  |
| 2013/2014 | 8      | «Нада» (Сплит)                  |
| 2014/2015 | 6      | «Челик» (Зеница)                |
| 2015/2016 | 6      | «Любляна»                       |
| 2016/2017 | 5      | «Нада» (Сплит)                  |
| 2017/2018 | 5      | «Нада» (Сплит)                  |
| 2018/2019 | 5      | ЗРС (Загреб)                    |
| 2019/2020 | 6      | Отменён из-за пандемии COVID-19 |

## Самые результативные игроки
- 2009/2010 Эрнест Роберт Дели («Эстергомские рыцари») — 45 очков
- 2010/2011 Ивица Рубель («Нада») — 43 очка
- 2011/2012 Владо Урсич («Нада») — 59 очков
- 2012/2013 Ник Джуришич («Младост») — 61 очко
- 2013/2014 Ник Джуришич («Младост») — 61 очко
- 2014/2015 Сабахудин Субашич («Челик») — 63 очка
- 2015/2016 Никола Павлович («Далмация») — 60 очков
- 2016/2017 Никола Павлович («Далмация») — 44 очка
- 2017/2018 Домагой Плазибат («Нада») — 35 очков
- 2018/2019 Ник Джуришич (ЗРС) — 53 очка